# Forsteronia pubescens
Forsteronia pubescens är en oleanderväxtart som beskrevs av A. Dc.. Forsteronia pubescens ingår i släktet Forsteronia och familjen oleanderväxter. Inga underarter finns listade i Catalogue of Life.